# 碎石山 (特拉華州)
碎石山（英語：Gravel Hill）是位於美國特拉華州蘇塞克斯縣的一個非建制地區。該地的面積和人口皆未知。

## 地理
碎石山的座標為38°42′51″N 75°18′57″W / 38.71417°N 75.31583°W，而該地的平均海拔高度為12米（即39英尺）。